# Companys d'Alexandre el Gran

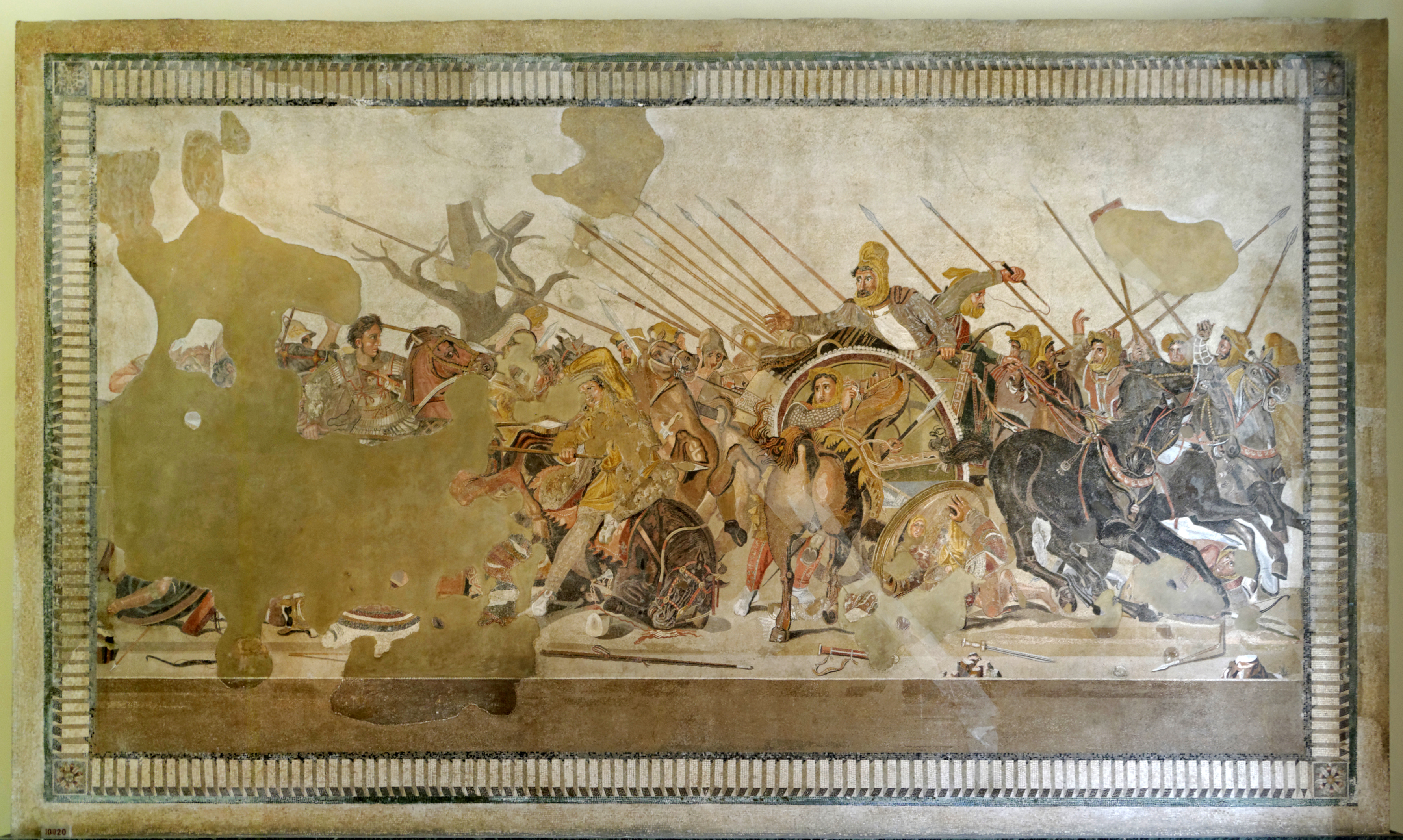
Batalla d'Issos representada a un mosaic

Els Companys (en grec antic ἑταῖροι, étairoi) constituïen la cavalleria d'elit de l'exèrcit d'Alexandre el Gran. A més d'arma ofensiva, feien de guàrdia personal del Regne de Macedònia. Utilitzada en conjunt amb la falange macedònia, aquesta «fixava» l'enemic en un lloc, mantenint-se en formació defensiva, i la cavalleria de  companys  carregava contra el flanc o per darrere. La cavalleria rebia per aquest motiu el nom de «martell» en les estratègies, perquè aixafava literalment a les unitats enemigues retingudes per l'«enclusa" (la falange). Normalment, Alexandre liderava la càrrega, formant els seus genets en falca.
Els Companys estaven organitzats en esquadrons de 200 a 300 soldats. A la campanya de Pèrsia hi havia vuit esquadrons, comandats per Filotes, sent un l'esquadró real (format pels amics íntims d'Alexandre, fills de nobles macedonis).
Al mateix temps, aquestes tropes protegien els flancs de la línia de combat durant la batalla. Els Companys cavalcaven en els millors cavalls, a pèl o sobre una manta, i rebien el millor armament disponible. Cada un portava una llarga llança llancívola (xiston), una espasa similar a la falcata ibèrica (kopis) per al combat cos a cos, cuirassa de cuir, braçals protectors i elm. Els cavalls també estaven parcialment protegits.
Com cavalleria pesant, els Companys van resultar l'arma decisiva d'Alexandre el Gran en batalla.